# Koolhoven F.K.40

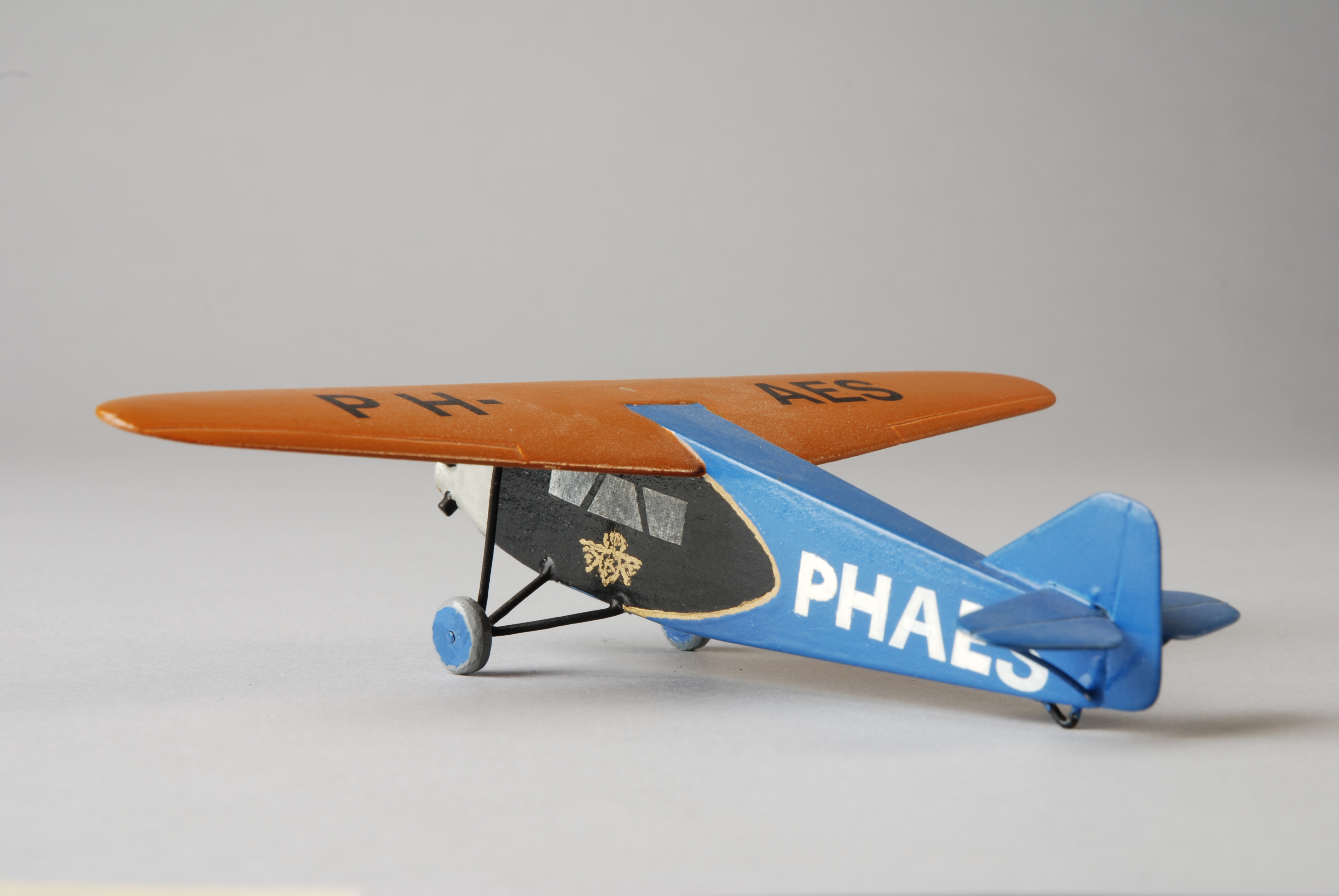
PH-AES, Koolhoven F.K.40 (volmodel uit Museum Rotterdam)

De Koolhoven F.K.40, ook wel aangeduid als F.K.40 Titan, was een klein verkeersvliegtuig gebouwd in 1928 voor de KLM door vliegtuigenfabriek Koolhoven. Het was een conventionele eenmotorige hoogdekker. De romp was gemaakt van metalen buizen, de vleugels en vleugelbekleding waren van hout. De ruime cabine kon gemakkelijk worden aangepast voor vracht, post of passagiers. Hoewel er ruimte was voor zes stoelen, vloog het enig gebouwde exemplaar van KLM er met vier.
In 1936 werd de F.K.40 van KLM met registratie PH-AES verkocht aan de Spaanse Luchtmacht.

## Specificaties
- Type: Koolhoven F.K.40
- Bemanning: 2
- Passagiers: 4-6
- Lengte: 11,50 m
- Spanwijdte: 14,50 m
- Leeggewicht: 1520 kg
- Maximum gewicht: 1900 kg
- Motor: 1 x Gnome-Rhone Titan luchtgekoelde vijfcilinder stermotor, 230 pk
- Propeller: Tweeblads
- Eerste vlucht: maart 1928
- Aantal gebouwd: 1

Prestaties
- Maximumsnelheid: 185 km/h
- Plafond: 3800 m
- Klimsnelheid: 1,7 m/s